# 米本恭三
米本 恭三（よねもと きょうぞう、1932年 - 2024年12月23日）は、日本の医学者、医師。専門はリハビリテーション医学、神経内科学、整形外科学。学位は、医学博士。
東京慈恵会医科大学名誉教授、東京都立大学名誉教授。元東京都立保健科学大学学長、元東京慈恵会医科大学主任教授、元東京慈恵会医科大学附属第三病院病院長、元慈恵看護専門学校校長。

## 略歴
1958年に東京慈恵会医科大学を卒業する。1963年に同大学院を修了し、整形外科学教室・第二生理学教室の助手となった。1970年から1971年まで東京大学医学部脳研究施設・神経内科に国内留学する。1972年から東京慈恵会医科大学整形外科講師となり、1977年に助教授、1983年から教授に就任しリハビリテーション科、体力医学研究室を担当した。1988年にリハビリテーション講座主任教授の後に、1993年から2003年まで東京慈恵会医科大学付属第三病院病院長、1995年から1998年まで同大学理事となる。1998年に名誉教授を授与され、東京都立保健科学大学学長に就任する。東京都立四大学改編に関わり、首都大学東京への移行を担った。2006年に首都大学東京名誉教授となる。
東京慈恵会医科大学　医学博士　学位論文の題は　「脊髄性小児麻痺手術の遠隔成績」。 
この間、1975から1976年までワシントン州立大学へ客員教授として留学。1978年から2000年に国立精神・神経センター神経研究所客員研究員、1996～2003年に北海道大学客員教授、1994～1998年に日本リハビリテーション医学会理事長、1997年に国際リハビリテーション医学会副会長、1998年に日本保健科学学会会長、1997年から1998年まで慈恵看護専門学校校長を歴任した。その他に、日本リハビリテーション医学会名誉会員、日本体力医学会名誉会員、日本レーザー治療学会理事、日本障害者リハビリテーション協会理事、1989から1995年まで医師国家試験委員を歴任した。また東京都などの公共機関で各種委員を務めた。
医師としては日本リハビリテーション医学会認定リハビリテーション科専門医、日本整形外科学会認定整形外科専門医、日本神経学会認定神経内科専門医である。
2009年の春の叙勲で瑞宝中綬章を受章した。
娘は漫画家の一本木蛮。
2024年12月23日、帰天した。

## 受賞歴
- 1994年：都知事賞
- 1996年：マルチメディア・グランプリ'96特別賞（パッケージ部門）
- 1999年：Best Original Research賞（第23回Williamsburg Conference）[4]

## 著書

### 共編著
- 『家庭で誰でもできるリハビリ』宮野佐年共著、日本プランニングセンター 、1988年
- 『在宅リハのノウハウ』宮野佐年共著、日本プランニングセンター 、1990年
- 『図説整形外科診断治療講座（20）』室田景久ほか編、メジカルビュー社、1991
- 『実践リハ処方』米本恭三ほか編、医歯薬出版、1996年
- 『リハビリテーションにおける評価』米本恭三ほか編、医歯薬出版、1996年
- 『リハビリテーションクリニカルパス実例集』石神重信・石田暉編、医歯薬出版、2001年
- 『リハビリテーション医学Q&A』米本恭三ほか編、医歯薬出版、2002年
- 『脳機能画像解析入門』月本洋・菊池吉晃・妹尾淳史・安保雅博・渡邉修共著、医歯薬出版、2007年

### 監修
- 『失語症のリハビリテーション』道関京子編、医歯薬出版、1997年/第二版、2004年
- 『最新リハビリテーション医学』石神重信ほか編、医歯薬出版、1999年/第二版、2005年
- 『高次脳機能障害対応マニュアル』渡邉修・橋本圭司編、南江堂、2008年
- 『リハビリテーション診療』石神重信・石田暉監修、医歯薬出版、2008年

### 訳書
- 『運動処方の基礎と実際』アメリカスポーツ医学協会(ACSM)編、米本恭三・栗原敏監訳、広川書店、1994年

### 論文
- 国立情報学研究所収録論文 国立情報学研究所.2010-05-09閲覧。